# Шарль Альбер Гоба
Шарль Альбер Гоба (фр. Charles Albert Gobat, 21 травня 1843 — 16 березня 1914) — швейцарський юрист и політик, лауреат Нобелівської премії миру за 1902 рік спільно з Елі Дюкомменом.

## Біографія
Гоба народився в 1843 році в Трамлані (Швейцарія) в родині протестантського священика. Отримав освіту в університетах Базеля, Гейдельберга, Берна та Парижа. У 1867 році захистив дисертацію доктора права. З 1867 по 1868 рік був викладачем французької, цивільного права в Університеті Берна. Тоді ж він відкрив власну юридичну фірму в кантоні Берн, що стала пізніше найбільшої в цьому регіоні.
У 1882 році Гоба був обраний у Велику раду Берна. У тому ж році він був призначений на посаду попечителя бернського департаменту народної освіти, на якому перебував протягом 30 років. На цій посаді він здійснив ряд реформ: поглибив програму навчання, добився підвищення фінансування освіти, а також ввів курси професійної підготовки для дорослих [1].
З 1884 року Гоба був членом Союзної ради Швейцарії, а в 1890 увійшов до складу Національної ради. У 1889 році брав участь в першій конференції Міжпарламентського союзу, метою якого була активізація спільної діяльності між членами всіх парламентів для зміцнення миру та співробітництва. У 1892 році він головував на четвертій конференції спілки, де був обраний директором Міжпарламентського бюро — штаб-квартири союзу, що займалася координацією його діяльності.
У 1902 році Гоба спільно з Елі Дюкомменом став лауреатом Нобелівської премії миру за зусилля в справі міжнародного арбітражу. У 1906 році, після смерті Дюкоммена, Гоба змінив його на посаді директора Міжнародного бюро світу. В останні роки у своїй діяльності особливу увагу він приділяв проблемі гонки озброєнь і навіть організував зустріч парламентаріїв Франції та Німеччини, яка, втім, ніяких суттєвих результатів не принесла.
Помер 16 березня 1914 в Берні від серцевого нападу.